# عرضه پول
عرضه پول یا به عبارت صحیح‌تر، حجم نقدینگی، مجموع پول و شبه‌پول است. عرضه پول در یک کشور به معنای مجموع اسکناس‌ها و مسکوکات و سپرده‌های دیداری در یک کشور است. تفاوت عرضه پول با حجم پول یک کشور، در سپرده‌های غیردیداری افراد نزد بانک‌هاست. عرضه پول شامل تمامی پول‌های منتشر شده توسط سیستم بانکی و دیگر انواع سپرده‌هایی است که توسط عموم مردم در بانک‌های تجاری و سایر مؤسسات سپرده‌گذاری از قبیل اتحادیه‌های اعتباری نگهداری می‌شود. بانک مرکزی به عنوان گردانندهٔ اصلی بازار پول در اقتصاد کشورها می‌تواند از طریق اعمال سیاست پولی انبساطی مثلاً خرید اوراق قرضه از دولت (افزایش پایه پولی) میزان عرضه پول را در سطح جامعه افزایش دهد و در حالت برعکس هم از طریق اعمال سیاست پولی انقباضی مثلاً فروش اوراق قرضه به دولت (کاهش پایه پولی) میزان عرضه پول را در سطح جامعه کاهش دهد.

## تورم با افزایش عرضه پول

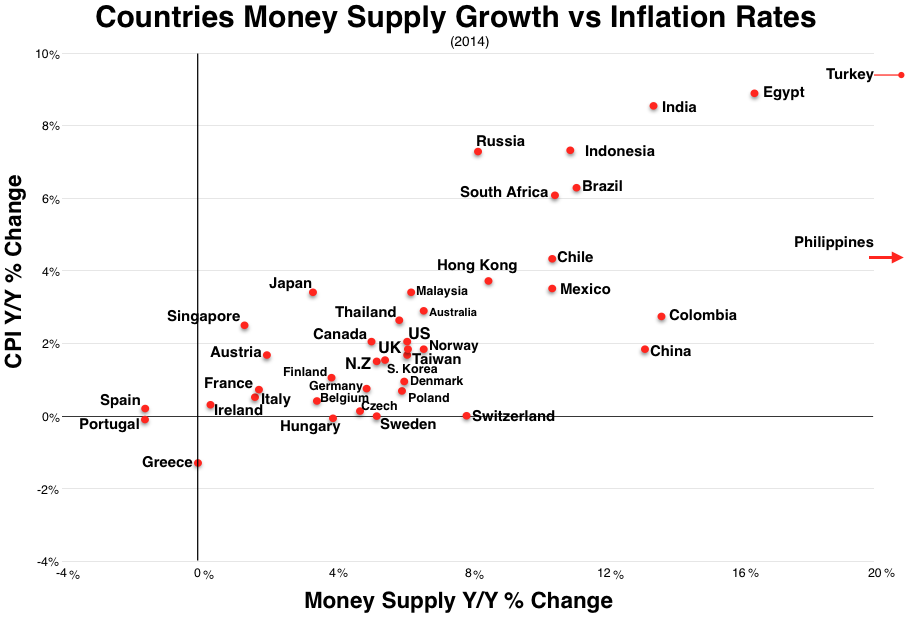
مرتبط

چون میزان کالا و خدمات در جامعه محدود است، پس باید میزان عرضه پول به اندازه‌ای باشد که با کالا و خدمات برابری کند. اگر میزان عرضه پول افزایش یابد، کالا و خدمات در جامعه کم شده و قیمت‌ها افزایش می‌یابد. (تورم)
کنترل عرضه پول از مهم‌ترین خواسته‌های کشورها است و سیاست‌های گوناگونی را بدین منظور تدوین می‌کنند. برای نمونه افزایش فناوری و تولید درون‌مرزی که با گردآوری کالای کافی و بسنده، از تورم جلوگیری می‌کند. درصورت رشد متناسب عرضه پول و سطح تولید در جامعه، می‌توان تا حدود زیادی از بروز تورم در اقتصاد جلوگیری کرد. این موضوع توسط نظریه مقداری پول (نظریه مبادله‌ای) که به صورت ساده MV=PY مطرح می‌شود و در آن M نشان‌دهندهٔ حجم عرضه پول، V سرعت گردش پول، P سطح قیمت‌ها و بالاخره Y سطح تولید در اقتصاد است، توجیه می‌شود. در رابطهٔ فوق فرض بر این است که تولید بر مبنای رشد بهره‌وری، با یک نسبت معینی در طول یک‌سال مالی رشد می‌کند. اگر رشد حجم عرضه پول متناسب با رشد تولید باشد، با فرض ثبات سرعت گردش پول در طول دوره مالی، سطح قیمت‌ها نیز ثابت می‌ماند؛ امّا اگر عرضه پول بیشتر از رشد تولید رشد داشته باشد، برای برقراری تساوی در معادلهٔ فوق می‌بایست این نابرابری از طریق رشد قیمت‌ها رفع شود و در صورت کمتر بودن رشد عرضه پول از رشد تولید، با توجه به کمبود منابع مالی لازم تقاضا کاهش یافته و به دنبال آن برای جلوگیری از کاهش عرضه می‌بایست سطح قیمت‌ها کاهش یابد تا تساوی برقرار باشد. بدیهی است که در چنین حالتی با افزایش معین سرعت گردش پول در اقتصاد می‌توان باز هم بدون ایجاد تورم تولید را افزایش داد.

## حجم نقدینگی در ایران
حجم نقدینگی در ایران و میزان رشد آن بر اساس گزارش‌های بانک مرکزی به شرح زیر است:
- حجم نقدینگی در دوران جنگ از ۴۵۰ میلیارد تومان در پایان سال ۵۹ به ۱۵۶۸ میلیارد تومان در سال ۶۷ رسید که از رشد ۲۴۸ درصدی خبر می‌دهد.
- در دولت اکبر هاشمی رفسنجانی حجم نقدینگی ۱۵۶۸ میلیارد تومانی در پایان سال ۶۷ به ۱۱۶۵۵ میلیارد تومان در پایان سال ۷۵ رسید که رشد ۶۴۳ درصد داشته است.
- در دولت محمد خاتمی حجم نقدینگی از ۱۱۶۵۵ میلیارد تومان در پایان سال ۷۵ به ۶۸ هزار میلیارد تومان در پایان سال ۸۳ رسید که رشد ۴۸۶ درصدی را نشان می‌دهد.
- حجم نقدینگی در دولت محمود احمدی‌نژاد از ۶۸ هزار میلیارد تومان در پایان سال ۸۳ به ۴۶۰ هزار میلیارد تومان در پایان سال ۹۱ رسید و رشد ۵۷۰ درصدی را تجربه کرد.
- حجم نقدینگی در دولت حسن روحانی از ۴۶۰ هزار میلیارد تومان به ۳۷۰۵ هزار میلیارد تومان تا پایان خرداد ماه سال ۱۴۰۰ رسید که رشد ۷۰۴ درصدی را نشان می‌دهد.
- حجم نقدینگی در دولت ابراهیم رئیسی از حدود ۳۹۰۰ هزار میلیارد تومان در مرداد ماه ۱۴۰۰ به بیش از ۸۷۰۰ هزار میلیارد تومان در مرداد ماه ۱۴۰۳ رسید که افزایشی بیش از دو برابری را ثبت کرد.